# Канал 5 (Северна Македония)
Вижте пояснителната страница за други значения на Канал 5.
Канал 5 е национален телевизионен канал в Северна Македония, основан през 1998 г. Цялостното техническо оборудване и програмна схема са според необходимите стандарти, които са необходими за функционирането на една съвременна и модерна телевизия.

## Оборудване
Телевизията разполага със съвременна телевизионна цифрова техника, аналогови и цифрови програми камери и съвременни компютърни и системи от марката „Сони“.

## Програма
Програмата на телевизията е разнообразна, съдържа новини, политически предавания, детски предавания, спортни състезания, филми, сериали, документални предавания.